# Virslīga 1935
L'edizione 1935 del Virslīga fu la 15ª del massimo campionato lettone di calcio; fu vinta dall'RFK, giunto al suo settimo titolo.

## Formula
Il campionato era disputato da otto squadre che si incontrarono in turni di andata e ritorno, per un totale di 14 incontri per squadra; erano previsti due punti per la vittoria, uno per il pareggio e zero per la sconfitta.

## Classifica finale
|                     | Pos. | Squadra          | Pt | G  | V  | N | P  | GF | GS | DR  |
| ------------------- | ---- | ---------------- | -- | -- | -- | - | -- | -- | -- | --- |
| Lettonia (bandiera) | 1    | RFK Riga         | 24 | 14 | 11 | 2 | 1  | 36 | 9  | +27 |
|                     | 2    | Olimpija Liepāja | 18 | 14 | 7  | 4 | 3  | 29 | 20 | +9  |
|                     | 3    | US Riga          | 16 | 14 | 7  | 2 | 5  | 29 | 31 | -2  |
|                     | 4    | Rīga Vanderer    | 14 | 14 | 6  | 2 | 6  | 33 | 24 | +9  |
|                     | 5    | Hakoah Riga      | 14 | 14 | 6  | 2 | 6  | 28 | 25 | +3  |
|                     | 6    | ASK Rīga         | 11 | 14 | 4  | 3 | 7  | 17 | 20 | -13 |
|                     | 7    | JKS Riga         | 11 | 14 | 4  | 3 | 7  | 21 | 34 | -13 |
|                     | 8    | Union Riga       | 4  | 14 | 1  | 2 | 11 | 12 | 42 | -30 |